# بوبكر ديالو (منافس ألعاب قوى)
بوبكر ديالو (بالفرنسية: Boubacar Diallo)‏ هو منافس ألعاب قوى سنغالي، ولد في 22 نوفمبر 1954.

## وصلات خارجية
- بوبكر ديالو على موقع الاتحاد الدولي لألعاب القوى (الإنجليزية)
- بوبكر ديالو على موقع اللجنة الأولمبية الدولية (الإنجليزية)
- بوبكر ديالو على موقع أوليمبيديا (الإنجليزية)